# Булгаков Сергій Іванович
Сергій Іванович Булгаков (11 серпня 1873, Побіляни — 8 грудня 1902, Київ) — український хоровий диригент, музичний педагог і теоретик викладання співу. Дядько письменника Михайла Булгакова.

## Біографія
Народився 30 липня [11 серпня] 1873 року в селі Побілянах Орловської губернії Російської імперії. У 1897 році закінчив Київську духовну академію. Музичну освіту здобув у Станіслава Блуменфельда в його Музично-драматичній школі.
Впродовж 1897–1902 років навчав співу і був регентом учнівського хору Другої київської гімназії. З хором виступав у концертах. Був реформатором викладання співу: у 1901 році розробив проєкт нової програми зі співу в гімназіях (відхилений). Того ж року опублікував працю «Значение музыки и пения в деле воспитания и жизни человека», яку позитивно оцінив музичний теоретик В'ячеслав Петр. Помер в Києві 25 листопада [8 грудня] 1902 року.